# Essam El-Hadary
Essam El-Hadary (Damietta, 15 januari 1973) is een Egyptisch voormalig voetballer die als doelman speelde. Hij speelde twaalf jaar voor Al-Ahly en kwam verder onder meer uit voor FC Sion, Ismaily SC, Al-Zamalek, Al-Merreikh en Wadi Degla SC.
El-Hadary debuteerde in 1996 in het Egyptisch voetbalelftal waarmee hij vier keer het Afrikaans kampioenschap voetbal won en net zo vaak uitgeroepen werd tot beste doelman van het toernooi. El-Hadary werd op 25 juni 2018 op 45-jarige leeftijd de oudste doelman ooit op een WK, toen hij een basisplaats kreeg tijdens de wedstrijd Saoedi-Arabië - Egypte (2–1) op het WK 2018. Hij nam het record over van Faryd Mondragon. De Colombiaanse doelman was in 2014 bij zijn invalbeurt in de laatste groepswedstrijd tegen Japan (4-1 zege) 43 jaar en 3 dagen oud. El-Hadary stopte na het WK 2018 na 157 of 159 interlands (afhankelijk van definitie) als international.

## Erelijst
- Premier League (Egypte): 1996–97, 1997–98, 1998–99, 1999–2000, 2004–05, 2005–06, 2006–07, 2007–08
- Beker van Egypte: 2000–01, 2002–03, 2005–06, 2006–07
- Egyptische supercup: 2003, 2005, 2006, 2007
- CAF Champions League: 2001, 2005, 2006, 2008
- CAF Supercup: 2002, 2006, 2007
- Arabische Champions League: 1996
- Arabische Supercup: 1997
- Zwitserse voetbalbeker: 2008-09
- Premier League (Soedan): 2011
- Beker van Soedan: 2012
- Afrikaanse Spelen: 1995
- Afrikaans kampioenschap voetbal: 1998, 2006, 2008, 2010
- Pan-Arabische Spelen: 2007